# Loma del Jacal
Loma del Jacal, även Loma de las Mangas, är en ort i Mexiko, tillhörande kommunen Almoloya de Juárez i den västra delen av delstaten Mexiko, i den centrala delen av landet. Orten hade 813 invånare vid folkräkningen 2010.